# Egyszínű sarlósfecske
Az egyszínű sarlósfecske (Apus unicolor)  a madarak osztályának sarlósfecske-alakúak (Apodiformes) rendjébe és a sarlósfecskefélék (Apodidae) családjába tartozó faj.

## Rendszerezése
A fajt William Jardine skót ornitológus írta le 1830-ban, a Cypselus nembe Cypselus unicolor néven.

## Előfordulása
A Kanári-szigeteken és Madeira-szigeteken fészkel, telelni a Zöld-foki szigetek, Mauritánia és Marokkó területére vonul. Természetes élőhelyei a szubtrópusi és trópusi síkvidéki és hegyi esőerdők, gyepek és szavannák, tengerpartok és tavak környékén. 

## Megjelenése
Testhossza 15 centiméter.

## Természetvédelmi helyzete
Az elterjedési területe nem nagy, egyedszáma 15000-40000 példány közötti. A Természetvédelmi Világszövetség Vörös listáján nem fenyegetett fajként szerepel.